# Sportåret 1971

## Händelser

### Amerikansk fotboll
- Baltimore Colts besegrar Dallas Cowboys med 16 – 13 i Super Bowl V. (Final för 1970).

#### NFL:s slutspel för 1971

##### NFC (National Football Conference)
- Dallas Cowboys besegrar  Minnesota Vikings med 20 - 12
- San Francisco 49ers besegrar Washington Redskins med 24 - 20
  - Dallas Cowboys besegrar San Francisco 49ers med 14 - 3 i NFC-finalen

##### AFC (American Football Conference)
- Baltimore Colts besegrar Cleveland Browns med 20 - 3
- Miami Dolphins besegrar Kansas City Chiefs med 27 – 24 (efter två förlängningar)
  - Miami Dolphins besegrar Baltimore Colts med 21 - 0 i AFC-finalen

### Bandy
- 28 februari - Falu BS blir svenska mästare genom att i finalen besegra Sandvikens AIK med 2-0 på Söderstadion i Stockholm.[1][2]
- 14 februari -  Sovjetunionen vinner världsmästerskapet i Sverige före Sverige och Finland.[3]

### Baseboll
- 17 oktober - National League-mästarna Pittsburgh Pirates vinner World Series med 4-3 i matcher över American League-mästarna Baltimore Orioles.[4]

### Basket
- 30 april - Milwaukee Bucks vinner NBA-finalserien mot Baltimore Bullets.[5]
- 29 maj - Sovjet blir damvärldsmästare i São Paulo före Tjeckoslovakien och Brasilien.[6]
- 19 september - Sovjet vinner herrarnas Europamästerskap i Västtyskland genom att finalslå Jugoslavien med 69-64.[7]
- Alvik BK blir svenska mästare för herrar.
- Ruter/Mörby BBK, Stockholm blir svenska mästare för damer.

### Boxning
- Joe Frazier försvarar sin titel genom att besegra Muhammad Ali.

### Curling
- Kanada blir världsmästare före USA och Västtyskland. Sverige placerade sig som 8:e lag.

### Cykel
- Eddy Merckx, Belgien vinner linjeloppet i VM.
- Gösta Pettersson, Sverige vinner Giro d'Italia
- Eddy Merckx, Belgien vinner Tour de France för tredje gången
- Ferdinand Bracke, Belgien vinner Vuelta a España

### Fotboll
- 8 maj - Arsenal FC vinner FA-cupfinalen mot Liverpool FC med 2-1 efter förlängning på Wembley Stadium.[8]
- 21 maj - Chelsea FC vinner Europeiska cupvinnarcupen genom att besegra Real Madrid med 2–1 i omspelsfinalen på Karaiskakis-stadion i Peraías.[9]
- 2 juni - AFC Ajax vinner Europacupen för mästarlag genom att besegra Panathinaikos med 2–0 i finalen på Wembley Stadium.[9]
- 3 juni - Leeds United AFC vinner, genom att besegra Juventus FC i finalerna, den sista upplagan av Mässcupen.[9], som ersätts av UEFA-cupen kommande säsong.
- 30 juni – Åtvidabergs FF vinner Svenska cupen genom att finalslå Malmö FF med 3-2 i Malmö.[10]
- Okänt datum – 17 av Svenska Fotbollförbundets 24 distrikt bedriver damtävlingar.[11]
- Okänt datum – Johan Cruyff, Nederländerna, utses till Årets spelare i Europa.
- Okänt datum – Tostão, Brasilien, utses till Årets spelare i Sydamerika.
- Okänt datum – Ibrahim Sunday, Ghana, utses till Årets spelare i Afrika.

#### Ligasegrare / resp. lands mästare
- Belgien - Standard Liège
- England - Arsenal FC
- Frankrike - Olympique de Marseille
- Italien - FC Internazionale
- Nederländerna – Feyenoord
- Skottland - Celtic FC
- Spanien - Valencia CF
- Sverige - Malmö FF
- Västtyskland - Borussia Mönchengladbach

### Friidrott
- 31 december - Rafael Tadeo Palomares, Mexiko vinner Sylvesterloppet i São Paulo.[12]
- Alvaro Mejia, Colombia vinner herrklassen vid Boston Marathon.[13] medan Sara Mae Berman, USA vinner damklassen, som är inofficiell [14]

- Vid europamästerskapen uppnås följande resultat av svenska deltagare:
  - Stavhopp, herrar
    - 2. Kjell Isaksson
    - 4. Hans Lagerqvist

  - Tiokamp, herrar - 2. Lennart Hedmark
  - Stafett 4 x 400 m, herrar - 7. Sverige
  - Stafett 4 x 100 m, damer - 8. Sverige
  - Stafett 4 x 400 m, damer - 7. Sverige

- Vid europamästerskapen inomhus uppnås följande resultat av svenska deltagare:
  - Stavhopp, herrar - 2. Kjell Isaksson
  - Kula, herrar - 3. Ricky Bruch

### Golf

#### Herrar
- The Masters vinns av Charles Coody, USA
- US Open vinns av Lee Trevino, USA
- British Open vinns av Lee Trevino, USA
- PGA Championship vinns av Jack Nicklaus, USA
- Mest vunna vinstpengar på PGA-touren: Jack Nicklaus, USA med $244 491

##### Ryder Cup
- USA besegrar Storbritannien med 18½ - 13½

#### Damer
- US Womens Open – JoAnne Carner, USA
- LPGA Championship – Kathy Whitworth, USA
- Mest vunna vinstpengar på LPGA-touren: Kathy Whitworth, USA med $41 181

### Handboll
- 19 december - Östtyskland blir damvärldsmästare genom att finalbesegra Jugoslavien med 11-8 i Arnhem.[15]
- 21 november - Jugoslavien vinner World Cup genom att finalslå Rumänien med 17-15 i Stockholm medan Sovjet slår Tjeckoslovakien med 15-12 i matchen om tredje pris på samma ort.[16]

### Ishockey
- 25 februari - Svenska mästare blir Brynäs IF genom serieseger före Leksands IF och Färjestads BK.[17]
- 3 april - Sovjet blir i Schweiz återigen världsmästare Tjeckoslovakien slutar på andra plats och Sverige slutar trea.[18]
- 18 maj - Stanley Cup vinns av Montreal Canadiens som besegrar Chicago Blackhawks med 4 matcher mot 3 i slutspelet.[19]
- 4 september - CSKA Moskva, Sovjet vinner Europacupen genom att vinna finalserien mot HC Dukla Jihlava, Tjeckoslovakien.[20]
- 13 december - Sovjet vinner Izvestijaturneringen i Moskva före Tjeckoslovakien och Finland.[21]

### Konståkning

#### VM
- Herrar – Ondrej Nepela, Tjeckoslovakien
- Damer – Beatrix Schuba, Österrike
- Paråkning – Irina Rodnina & Aleksej Ulanov, Sovjetunionen
- Isdans - Ljudmila Pachomova & Aleksandr Gorsjkov, Sovjetunionen

#### EM
- Herrar – Ondrej Nepela, Tjeckoslovakien
- Damer – Beatrix Schuba, Österrike
- Paråkning – Irina Rodnina & Aleksej Ulanov, Sovjetunionen
- Isdans - Ljudmila Pachomova & Aleksandr Gorsjkov, Sovjetunionen

### Motorsport

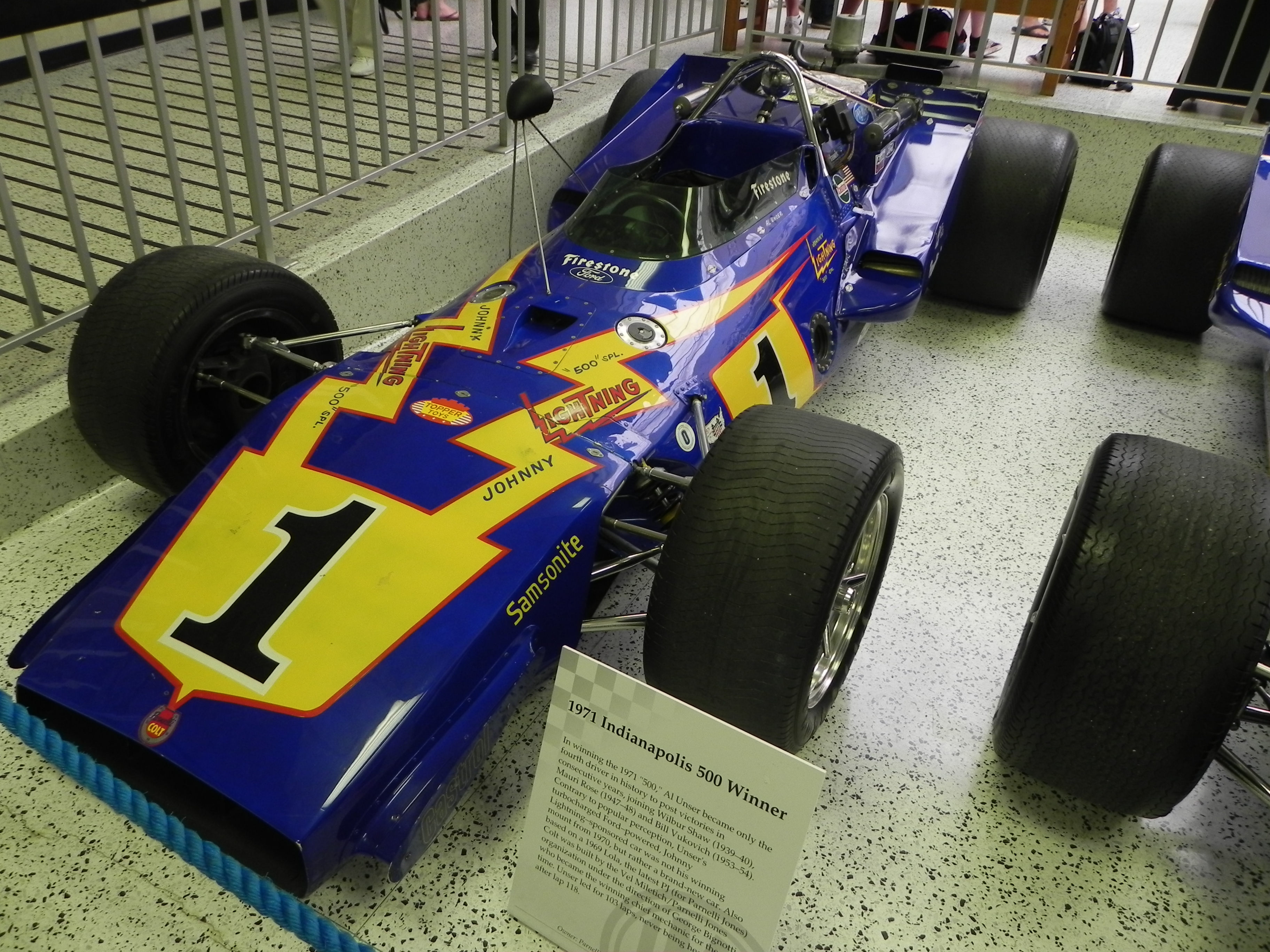
Al Unsers vinnarbil utställd på Indianapolis Motor Speedway Hall of Fame Museum.

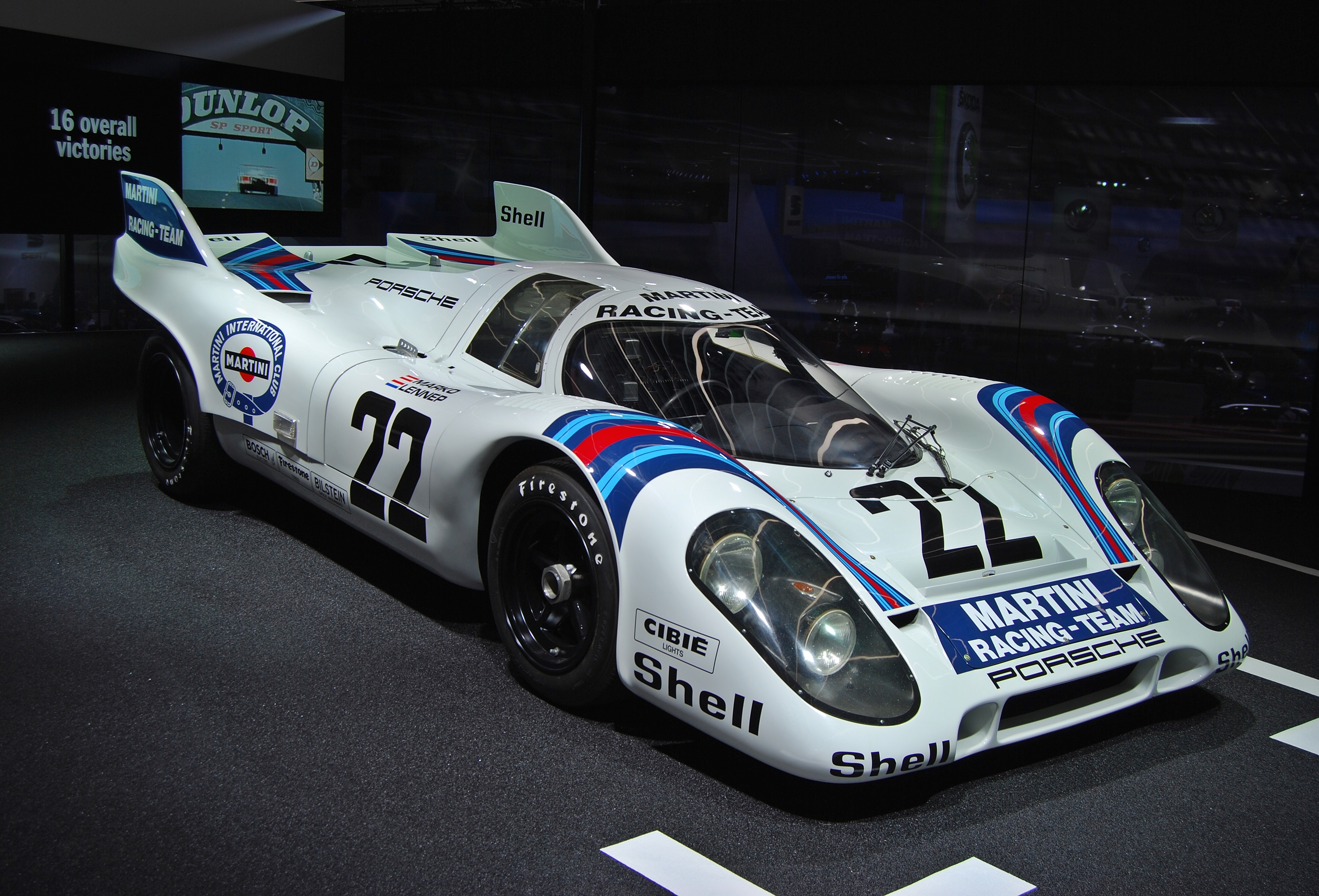
Helmut Marko och Gijs van Lenneps vinnarbil.

#### Formel 1
- 3 oktober - Världsmästare blir Jackie Stewart, Storbritannien.

#### Formel 2
- 17 oktober - Ronnie Peterson, Sverige vinner Formel 2-EM.

#### Indycar
- 29 maj – Al Unser vinner den 55:e upplagan av Indianapolis 500 för Vel's Parnelli Jones Racing.[22]

#### Nascar
- 14 februari - Richard Petty vinner den 13:e upplagan av Daytona 500.

#### Rally
- Ove Andersson och David Stone vinner Monte Carlo-rallyt.
- Stig Blomqvist och Arne Hertz vinner RAC-rallyt med en Saab 96.

#### Sportvagnsracing
- Den tyska biltillverkaren Porsche vinner sportvagns-VM.
- 30-31 januari – Pedro Rodríguez och Jackie Oliver vinner Daytona 24-timmars med en Porsche 917K för JW Automotive.
- 12-13 juni – Helmut Marko och Gijs van Lennep vinner Le Mans 24-timmars med en Porsche 917K för Martini International Racing Team.

### Rodd
- 24 juni - Anders Svedlund fullbordar som första person en ensamkorsning av Indiska oceanen i roddbåt, 64 dagar, 6941 km (3748 Nautisk mil), start 21 april

### Skidor, alpint

#### Herrar

##### Världscupen
- Totalsegrare: Gustavo Thöni, Italien
- Slalom: Jean-Noël Augert, Frankrike
- Storslalom:
  - Gustavo Thöni, Italien
  - Patrick Russell, Frankrike
- Störtlopp: Bernhard Russi, Schweiz

##### SM
- Slalom vinns av Bengt-Erik Grahn, Tärna IK Fjällvinden. Lagtävlingen vinns av Åre SLK.
- Storslalom vinns av Olle Rohlén, Åre SLK. Lagtävlingen vinns av Åre SLK.
- Störtlopp vinns av Staffan Lindgren, Tärna IK Fjällvinden. Lagtävlingen vinns av Åre SLK.

#### Damer

##### Världscupen
- Totalsegrare: Annemarie Moser-Pröll, Österrike
- Slalom:
  - Britt Laforgue, Frankrike
  - Betsy Clifford, Kanada
- Storslalom: Annemarie Moser-Pröll, Österrike
- Störtlopp: Annemarie Moser-Pröll, Österrike

##### SM
- Slalom vinns av Lena Sollander, Östersund-Frösö SLK. Lagtävlingen vinns av Östersund-Frösö SLK.
- Storslalom vinns av Lotta Sollander, Östersund-Frösö SLK. Lagtävlingen vinns av Östersund-Frösö SLK.
- Störtlopp vinns av Lotta Sollander, Östersund-Frösö SLK. Lagtävlingen vinns av Östersund-Frösö SLK.

### Skidor, längdåkning

#### Herrar
- 7 mars - Ole Ellefsäter, Norge vinner Vasaloppet.[23]

##### SM
- 15 km vinns av Gunnar Larsson, Hulåns IF. Lagtävlingen vinns av IFK Mora.
- 30 km vinns av Sven-Åke Lundbäck, Bergnäsets AIK. Lagtävlingen vinns av Lycksele IF.
- 50 km vinns av Lars-Arne Bölling, IFK Mora. Lagtävlingen vinns av Lycksele IF.
- Stafett 3 x 10 km vinns av IFK Mora med laget  Hans-Erik Larsson, Bjarne Andersson och Lars-Arne Bölling.

#### Damer

##### SM
- 5 km vinns av Meeri Bodelid, IK Ymer, Borås. Lagtävlingen vinns av Offerdals SK
- 10 km vinns av Meeri Bodelid, IK Ymer, Borås. Lagtävlingen vinns av Offerdals SK.
- Stafett 3 x 5 km vinns av Offerdals SK med laget  Birgitta Lindqvist, Lilian Ohlsson och Ruth Petrusson .

### Tennis

#### Herrar
- - Tennisens Grand Slam:
- Australiska öppna - Ken Rosewall, Australien
- Franska öppna - Jan Kodeš, Tjeckoslovakien
- Wimbledon - John Newcombe, Australien
- US Open - Stan Smith, USA

##### Davis Cup
- 11 oktober - USA vinner Davis Cup genom att finalbesegra Rumänien med 3-2 i Charlotte.[24]

#### Damer
- - Tennisens Grand Slam:
- Australiska öppna - Margaret Smith Court, Australien
- Franska öppna - Evonne Goolagong, Australien
- Wimbledon - Evonne Goolagong, Australien
- US Open - Billie Jean King, USA

### Volleyboll
- 2 november - I Italien avgörs Europamästerskapen i volleyboll för både herrar och damer. Sovjet vinner herrturneringen i Milano före Tjeckoslovakien och Rumänien.[25], Sovjet vinner även damturneringen i Reggio nell'Emilia, före Tjeckoslovakien och Polen.[26]

## Evenemang
- VM i curling anordnas i Garmisch-Partenkirchen, Västtyskland
- VM på cykel anordnas i Mendrisio, Schweiz
- VM i ishockey anordnas i Bern och Genève, Schweiz
- VM i konståkning anordnas i Lyon, Frankrike
- EM i friidrott anordnas i Helsingfors, Finland
- EM i friidrott inomhus anordnas i Sofia, Bulgarien
- EM i konståkning anordnas i Zürich, Schweiz

## Födda
- 8 januari - Jesper Jansson, svensk fotbollsspelare.
- 17 januari – Allen Johnson, amerikansk friidrottare.
- 1 februari - Tommy Salo, svensk ishockeyspelare.
- 8 februari – Andrus Veerpalu, estnisk längdskidåkare.
- 9 februari - Johan Mjällby, svensk fotbollsspelare.
- 13 februari - Mats Sundin, ishockeyspelare.
- 20 februari - Jari Litmanen, finsk fotbollsspelare.
- 21 februari - Pierre Fulke, svensk golfspelare.
- 24 februari - Pedro de la Rosa, spansk racerförare.
- 1 mars - Allen Johnson, amerikansk friidrottare.
- 2 mars - Roman Cechmanek, tjeckisk ishockeyspelare (målvakt).
- 11 mars - Martin Rucinsky, tjeckisk ishockeyspelare.
- 12 mars - Karolina A Höjsgaard, svensk orienterare, världsmästare 2004.
- 15 mars - Joachim Björklund, svensk fotbollsspelare.
- 25 mars
  - Stacy Dragila, amerikansk friidrottare.
  - Cammi Granato, amerikansk ishockeyspelare.
- 27 mars – David Coulthard, brittisk racerförare.
- 31 mars - Pavel Bure, rysk ishockeyspelare.
- 3 april – Picabo Street, amerikansk alpin skidåkare.
- 16 april – Sven Fischer, tysk skidskytt.
- 22 april – Nicklas Kulti, svensk tennisspelare.
- 4 maj - Pascal Simpson, svensk fotbollsspelare och tränare.
- 28 maj – Jekaterina Gordejeva, rysk konståkare.
- 4 juni - Rickard Norling, svensk fotbollstränare.
- 26 juni – Max Biaggi, italiensk motorcykelförare.
- 28 juni - Fabien Barthez, fransk fotbollsspelare.
- 12 juli – Kristi Yamaguchi, amerikansk konståkare.
- 14 juli - Håkan Mild, svensk fotbollsspelare.
- 17 juli - Conny Johansson, svensk fotbollsspelare.
- 1 augusti - Samantha Warriner, nyzeeländsk triathlonist
- 10 augusti - Roy Keane, irländsk fotbollsspelare.
- 12 augusti - Pete Sampras, amerikansk tennisspelare.
- 18 augusti - Patrik Andersson, svensk fotbollsspelare.
- 1 september - Hakan Şükür, turkisk fotbollsspelare.
- 2 september – Kjetil André Aamodt, norsk alpin skidåkare.
- 10 september - Håkan Adolfsson, svensk bandyspelare.
- 12 september – Chandra Sturrup, bahamisk friidrottare.
- 13 september – Goran Ivanišević, kroatisk tennisspelare.
- 18 september - Lance Armstrong, amerikansk professionell cyklist.
- 20 september - Henrik Larsson, svensk fotbollsspelare.
- 4 november – Marco Buechel, liechtensteinsk alpin skidåkare.
- 16 november – Aleksandr Popov, rysk simmare.
- 6 december
  - Odd-Bjørn Hjelmeset, norsk längdskidåkare.
  - Richard Krajicek, nederländsk tennisspelare.
- 9 december - Petr Nedved, tjeckisk ishockeyspelare.
- 18 december - Arantxa Sánchez Vicario, spansk tennisspelare.

## Avlidna
- 24 oktober - Jo Siffert, schweizisk racerförare.
- 18 december - Bobby Jones, amerikansk golfspelare.

## Bildade föreningar och klubbar
- 28 april - Västerviks IK, ishockeyklubb i Sverige.
- 24 maj - HV71, ishockeyklubb i Sverige, bildad genom sammanslagning av ishockeyverksamheterna i Husqvarna IF och Vätterstads IK.[27][28]

### Fotnoter
1. ↑  Erik Jonsson (15 mars 1970). ”1970–1979”. Svenska Bandyförbundet. https://www.svenskbandy.se/BANDYFINALEN/HISTORIK/Svenskamastare/Herrar/1970-1979/. Läst 18 mars 2020.
2. ↑  Jimmy Andersson. ”Slutspelet 1970/71”. Jimbo Bandy. Arkiverad från originalet den 25 maj 2012. https://archive.is/20120525063005/http://www.jimbobandy.nu/70-tal/71_slut.html. Läst 20 augusti 2011.
3. ↑  ”World Championships 1970/71” (på engelska). Bandysidan. http://www.bandysidan.nu/event.php?EVID=82. Läst 20 augusti 2011.
4. ↑  ”1971 World Series” (på engelska). Baseball-Reference.com. http://www.baseball-reference.com/postseason/1971_WS.shtml. Läst 10 juli 2015.
5. ↑  ”Basketball Reference”. http://www.basketball-reference.com/leagues/NBA_1971_games.html. Läst 25 augusti 2011.
6. ↑  ”Sport Statistics”. Arkiverad från originalet den 20 maj 2009. https://www.webcitation.org/5gvC02b1h?url=http://todor66.com/basketball/World/Women_1971.html. Läst 24 augusti 2011.
7. ↑  ”Sport Statistics”. Arkiverad från originalet den 24 augusti 2011. https://web.archive.org/web/20110824051546/http://www.todor66.com/basketball/Europe/Men_1971.html. Läst 24 augusti 2011.
8. ↑  ”England FA Challenge Cup 1971-1972” (på engelska). RSSSF. http://www.rsssf.com/tablese/engcup1971.html. Läst 19 augusti 2012.
9. 1 2 3  ”European Competitions 1970-71” (på engelska). RSSSF. http://www.rsssf.com/ec/ec197071.html. Läst 16 augusti 2011.
10. ↑  Jimmy Lindahl (11 mars 2005). ”Svenska cupen – finalmatcher”. Bolletinen. http://www.bolletinen.se/sfs/pdf/stat_h_allsvens_1941_2005_stat_herr_cupen_finalmatcher.pdf. Läst 21 augusti 2012.
11. ↑   (på svenska)Fotbollmagasinet (6). 1996.
12. ↑  ”1970” (på portugisiska). Sylvesterloppet. Arkiverad från originalet den 1 mars 2014. https://web.archive.org/web/20140301024448/http://www.saosilvestre.com.br/1970. Läst 19 augusti 2012.
13. ↑  ”Boston Marathon”. Arkiverad från originalet den 27 april 2015. https://web.archive.org/web/20150427035419/http://www.baa.org/races/boston-marathon/boston-marathon-history/past-champions/past-mens-open-champions.aspx. Läst 9 april 2011.
14. ↑  ”Boston Marathon”. Arkiverad från originalet den 7 mars 2012. https://web.archive.org/web/20120307073943/http://www.baa.org/races/boston-marathon/boston-marathon-history/past-champions/past-womens-open-champions.aspx. Läst 9 april 2011.
15. ↑  ”Sport Statistics”. http://www.todor66.com/handball/World/Women_1971.html. Läst 23 augusti 2011.
16. ↑  ”Men Handball World Cup 1971 Sweden - 23-28.11 Winner Yugoslavia” (på engelska). Sport Statistics. Arkiverad från originalet den 24 augusti 2011. https://web.archive.org/web/20110824170444/http://www.todor66.com/handball/World_Cup/Men_1971.html. Läst 26 augusti 2012.
17. ↑  ”Championnat de Suède 1970/71” (på franska). Hockey Archives. 25 februari 1971. https://www.hockeyarchives.info/Suede1971.htm. Läst 15 augusti 2011.
18. ↑  ”Championnats du monde 1971” (på franska). Hockey Archives. 3 april 1971. https://www.hockeyarchives.info/mondial1971.htm. Läst 15 augusti 2011.
19. ↑  ”NHL 1970/71” (på franska). Hockey Archives. https://www.hockeyarchives.info/NHL1971.htm. Läst 23 mars 2020.
20. ↑  ”Coupe d'Europe 1970/71” (på franska). Hockey Archives. 4 september 1972. https://www.hockeyarchives.info/Europe1971.htm. Läst 9 september 2012.
21. ↑  ”Matches internationaux 1971/72” (på franska). Hockey Archives. 13 december 1971. https://www.hockeyarchives.info/inter1971.htm. Läst 20 augusti 2012.
22. ↑  Radosta, John S. (30 maj 1971). ”Al Unser Wins Accident‐Filled Indy 500 Race Again” (på engelska). The New York Times. https://www.nytimes.com/1971/05/30/archives/al-unser-wins-accidentfilled-indy-500-race-again-revson-is-second.html. Läst 28 juni 2021.
23. ↑  ”Historiska segrare”. Vasaloppet. Arkiverad från originalet den 22 mars 2020. https://web.archive.org/web/20200322121012/https://www.vasaloppet.se/wp-content/uploads/sites/1/2019/09/historiska_segrare_vasaloppet_sve_2019-09-18.pdf. Läst 5 september 2011.
24. ↑  ”Davis Cup”. Arkiverad från originalet den 12 september 2011. https://web.archive.org/web/20110912151220/http://www.daviscup.com/en/results/tie/details.aspx?tieId=10005330. Läst 20 augusti 2011.
25. ↑  ”Sport Statistics”. Arkiverad från originalet den 26 juni 2015. https://web.archive.org/web/20150626122915/http://todor66.com/volleyball/Europe/Men_1971.html. Läst 24 augusti 2011.
26. ↑  ”Sport Statistics”. Arkiverad från originalet den 27 juni 2015. https://web.archive.org/web/20150627061123/http://todor66.com/volleyball/Europe/Women_1971.html. Läst 24 augusti 2011.
27. ↑  Ronnie Rönnkvist (10 juli 2019). ”HV71 – tidernas All-Star Team”. Hockeysverige. https://hockeysverige.se/2019/07/10/ronnkvist-hv71-tidernas-all-star-team. Läst 17 mars 2020.
28. ↑  Martin Sundelius (1 februari 2011). ”HV 71 firar 40 år” (på svenska). Sveriges Radio. https://sverigesradio.se/sida/artikel.aspx?programid=2688&artikel=4325716. Läst 16 mars 2020.